# Freiburger Kreis (Forum)
Der Freiburger Kreis ist ein offenes Forum für Liberale, das laut Eigenaussage die Ganzheitlichkeit des Liberalismus betont und für eine programmatische Erweiterung abseits des Wirtschaftsliberalismus steht. Das Forum gilt als links- bzw. sozialliberal. Der Name wurde in Anlehnung an die Freiburger Thesen der FDP von 1971 gewählt.
Der Freiburger Kreis geht zurück auf eine Initiative von Wolfgang Lüder in den 1960er Jahren, der zu dieser Zeit Bundesvorsitzender der Jungdemokraten war. Er ist Nachfolger des „Sylter Kreises“, benannt nach dem Hotel Sylter Hof in Berlin, gelegentlicher Treffpunkt einiger linksliberaler Parteimitglieder.
Zum Freiburger Kreis gehören u. a. Sabine Leutheusser-Schnarrenberger und Carola von Braun, früher auch Walter Scheel, Gerhart Baum und Burkhard Hirsch. Einige FDP-Mitglieder traten 1982 aus Protest gegen die Bonner Wende zur SPD über. Dazu zählen Günter Verheugen, Andreas von Schoeler und Ingrid Matthäus-Maier. 
Sowohl der Freiburger Kreis als auch der Sylter Kreis, die beide nicht über festgeschriebene organisatorische Strukturen verfügen, leiden seit Anbeginn unter der Zersplitterung innerhalb der sozialliberalen Mitglieder der FDP, einen fest geformten Flügel gibt es nicht. Der Höhepunkt der Aktivitäten lag in der Zeit der sozialliberalen Koalition (1969 bis 1982). Nach deren Ende am 1. Oktober 1982 schwand der Einfluss der beiden Kreise zusehends. 